# Rise and Shine (The Cardigans)
Rise and Shine is een nummer van de Zweedse band The Cardigans uit 1995. Het is de eerste single van hun debuutalbum Emmerdale. Op hun tweede studioalbum Life verscheen een nieuwe versie van het nummer, wat de vierde en laatste single van dat album was.
In de eerste instantie wist het nummer nergens de hitlijsten te behalen. Dat veranderde toen in 1995 de nieuwe versie werd uitgebracht. Hoewel deze versie flopte in thuisland Zweden, scoorden The Cardigans er wel een bescheiden hitje mee in het Verenigd Koninkrijk. Het bereikte daar de 29e positie. In Nederland bereikte het nummer geen hitlijsten, maar het geniet er wel bekendheid en wordt tot op de dag van vandaag nog steeds gedraaid door voornamelijk alternatieve radiostations.